# 蒙塔内勒
蒙塔内勒（法語：Montanel，法語發音：[mɔ̃tanɛl]）是法国芒什省的一个旧市镇，属于阿夫朗什区。2017年，蒙塔内勒与邻近的5个市镇并入市镇圣雅姆。

## 地理
蒙塔内勒（48°29'44"N, 1°25'13"W）面积15.4 平方千米，位于法国诺曼底大区芒什省，该省份为法国西北部沿海省份，西、北、东北三面环大西洋，东起顺时针与卡爾瓦多斯省、奧恩省、马耶讷省和伊勒-维莱讷省接壤。
与蒙塔内勒接壤的市镇（或旧市镇、城区）包括：韦塞、科格勒、圣旺拉鲁埃里、阿尔古日、萨塞。
蒙塔内勒的时区为UTC+01:00、UTC+02:00（夏令时）。

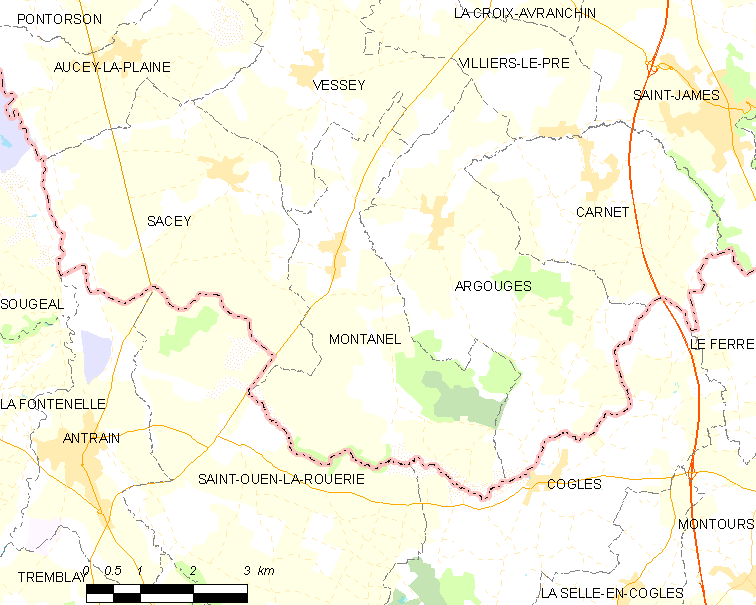
蒙塔内勒的OSM定位图

## 行政
蒙塔内勒的邮政编码为50240，INSEE市镇编码为50337。

## 政治
蒙塔内勒所属的省级选区为圣伊莱尔迪阿库埃县。

## 人口

1962-2008年间蒙塔内勒人口变化图示

蒙塔内勒于2018年1月1日时的人口数量为338人。